# Timna Brauer
Pour les articles homonymes, voir Timna (homonymie) et Brauer.
Timna Brauer (née le 1er mai 1961 à Vienne) est une chanteuse israélo-autrichienne.

## Biographie
Timna est la fille du peintre autrichien Arik Brauer et d'une Israélienne d'origine yéménite venue étudier le chant et le piano au Conservatoire de Vienne. Élève du lycée français de Vienne, elle obtient ensuite un doctorat à la Sorbonne sur "La Voix dans le jazz" et prend des cours à l'opéra (notamment auprès d'Elisabeth Grümmer) et de chant indien et de jazz. Depuis 1985, elle joue avec son mari, le pianiste Elias Meiri dans le "Timna Brauer & Elias Meiri Ensemble".
En 1986, Timna Brauer est la représentante de l'Autriche au Concours Eurovision de la chanson. Sa sélection par la télévision publique autrichienne est précédée d'une polémique dans son pays. De nombreux appels dans les médias et l'opinion publique israélienne demandent à ce qu'elle se retire du concours, à cause de sa confession juive. Les protestations sont nombreuses à la suite de l'élection, cette année-là, de Kurt Waldheim à la présidence autrichienne. La révélation de sa carrière dans la Wehrmacht et de son implication dans l'occupation nazie de la Yougoslavie suscitent un vaste scandale. Timna Brauer décide malgré tout de concourir avec la chanson Die Zeit ist einsam et termine finalement dix-huitième sur vingt candidats.
En 1998, elle interprète Jenny de L'Opéra de quat'sous avec l'Ensemble Modern Frankfurt. En 2001, elle joue Evita d'Andrew Lloyd Webber au Sommerseebühne Klagenfurt. De 2002 à 2004, elle est de la chorale israélo-palestinienne "Voices for Peace" qui chante dans sa tournée européenne des chansons arrangées par Meiri et Brauer.
En 2007, elle participe à la troisième saison de la version autrichienne de Dancing with the Stars, elle s'en va après la première émission.

## Discographie
- 1987: Orient (Timna Brauer & Elias Meiri Ensemble)
- 1992: Mozart "Anders" (Timna Brauer & Elias Meiri Ensemble; variations sur Die Zauberflöte)
- 1996: Tefila-Prayer / Jewish Spirituals (Timna Brauer)
- 1997: Chansons et violons (Timna Brauer & Elias Meiri; chansons de Jacques Brel, Georges Brassens)
- 1999: Die Brauers (La famille Brauer - 3 Générations)
- 2001: Songs from Evita (Timna Brauer)
- 2001: Voices for Peace (Timna Brauer et plusieurs chorales)
- 2005: Kinderlieder aus Europa: CD + Livre (Timna Brauer & Elias Meiri Ensemble et des enfants)
- 2006: Der kleine Mozart: disque pour enfants (Timna Brauer & Elias Meiri Ensemble)